# Egino von Konstanz
Egino von Konstanz, auch Agino, (* um 760; † 25. August 811 in Konstanz) war von 782 bis 811 Bischof von Konstanz.
Egino trat wahrscheinlich nach dem Tode seines Vorgängers Johannes am 9. Februar 782 sein Amt an. Erstmals urkundlich erwähnt wurde Egino am 3. Mai 786. Egino stammte vermutlich aus einer alemannischen Adelsfamilie (Bertholde/Alaholfinger).
Anders als seine Vorgänger war Egino („Agino episcopus“) nicht sowohl Abt des Klosters Reichenau als auch der Abtei St. Gallen, gleichwohl hatte er als Bischof die Aufsicht über die Abtei St. Gallen und war deren rector.
Zwischen Bischof Egino und Waldo, damals Mönch in St. Gallen, kam es zu Auseinandersetzungen über die Befugnisse der Klosteraufsicht; selbst Karl der Große wurde eingeschaltet. Waldo wurde daraufhin Abt der Reichenau und Werdo Abt des Klosters St. Gallen.
Egino stiftete dem Konstanzer Münster das so genannte Egino-Kreuz und war um den Ausbau der Bibliothek bemüht.